# Kanton Martigues-Ouest
Kanton Martigues-Ouest (fr. Canton de Martigues-Ouest) je francouzský kanton v departementu Bouches-du-Rhône v regionu Provence-Alpes-Côte d'Azur. Skládá se pouze ze západní části města Martigues a obce Port-de-Bouc.